# Journal of Genetics
Journal of Genetics (à ne pas confondre avec Genetics) est une revue scientifique à comité de lecture consacrée à la génétique et éditée depuis 1910.
D'après le Journal Citation Reports, le facteur d'impact de ce journal était de 0;762 en 2009. L'actuel directeur de publication est Amitabh Joshi.

## Histoire
Le journal est créé en 1910 par deux généticiens britanniques William Bateson (1861-1926) et Reginald Punnett (1875-1967) et poursuivit par John Burdon Sanderson Haldane (1892-1964). Lorsque celui-ci émigre en Inde en 1957, il emporte cette publication avec lui. À sa mort, c’est sa seconde femme, Helen Spurway qui en poursuit la publication, assistée par Madhav Gadgil, H. Sharat Chandra et Suresh Jayakar. Lorsqu’elle meurt à son tour, en 1977, la publication s’arrête. Obtenant l’autorisation de sa sœur en 1985, Naomi Mitchison (1897-1999), la publication reprend sous la direction de l’Académie des sciences indiennes à Bangalore.